# Courpière
Courpière ist eine französische Gemeinde im Département Puy-de-Dôme in der Region Auvergne-Rhône-Alpes. Der Ort hat 4109 Einwohner (Stand 1. Januar 2022) auf 31,82 Quadratkilometern. Sie gehört zum Kanton Les Monts du Livradois und liegt im Arrondissement Thiers.

## Geographische Lage
Der Ort liegt etwa 45 Kilometer von Clermont-Ferrand entfernt direkt am Fluss Dore. Im Norden grenzt Courpière an Lezoux, im Süden an Montbrison, im Westen an Billom und im Osten an das Bergmassiv Monts du Forez.
Die Gemeinde liegt im Regionalen Naturpark Livradois-Forez.

## Verkehrsanbindungen
Courpière ist ungefähr 15 km von der A72 zwischen Clermont-Ferrand und Saint-Étienne entfernt und es hat direkte Verbindungen mit einer Landstraße in Richtung Vichy.

## Städtepartnerschaft
Es besteht eine Städtepartnerschaft mit Ruppertsberg.